# Why No Reply
A Why No Reply? a nyugatnémet Arabesque együttes hetedik nagylemeze, amely 1982-ben jelent meg. A felvételi munkálatok a frankfurti Europasound Studiosban zajlottak. Énekesnők: Sandra, Michaela és Jasmin.

## A dalok

### A oldal
1. Why No Reply? (Jean Frankfurter / John Moering) 3.31
2. Discover Me (Jean Frankfurter / John Moering) 3.51
3. Don't Fall Away From Me (Jean Frankfurter / John Moering) 3.34
4. Moorea (Jean Frankfurter / John Moering) 4.48
5. A New Sensation (Jean Frankfurter / John Moering) 3.38

### B oldal
1. Young Fingers Get Burnt (Jean Frankfurter / John Moering) 3.08
2. Rainy Love Affair (Jean Frankfurter / John Moering) 3.11
3. Prison of Love (Jean Frankfurter / John Moering) 2.54
4. Surfing Bahama (Jean Frankfurter / John Moering) 3.40
5. Zanzibar (Jean Frankfurter / John Moering / Mats Björklund) 3.43

## Közreműködők
- Felvételvezető: Jean Frankfurter
- Hangmérnök: Klaus Wilcke
- Keverés: Klaus Wilcke (a Young Fingers Get Burnt és a Surfing Bahama című számokat Fred Schreier keverte)
- Producer: Wolfgang Mewes

## Legnagyobb slágerek
- Why No Reply?
- Don't Fall Away From Me
- Moorea
- Surfing Bahama

## Külső hivatkozások
- Dalszöveg: Why No Reply?
- Dalszöveg: A New Sensation[halott link]